# Kadifekale
Kadifekale (dt.: Samt-Schloss) ist ein Hügel mit einer Burg in der Metropolitan-Zone von İzmir, Türkei.
Berg und Burg hießen in römischer Zeit Pagos (griechisch Πάγος, Pagus) und wurden bis in die jüngste Vergangenheit von den Griechen noch so bezeichnet.
Der Gipfel, auf dem sich die Burg befindet, liegt etwa 2 km von der Küste entfernt und bietet einen guten Blick über den Großteil des Stadtgebietes und den Golf von Izmir.
2007 begann die Stadt İzmir mit Renovierungsarbeiten an der Burg.

## Neugründung von Smyrna auf dem Pagos
Die erste Stadtbefestigung an dieser Stelle stammte von Lysimachos, einem Diadochen von Alexander dem Großen, der später König in Thrakien und Asia Minor wurde. Diese Befestigung wurde mit Alexanders Neugründung von Smyrna in Verbindung gebracht, der das alte Smyrna von einem Hügel in der Südostecke des Golfes verlegte. Diese Stadtverlegung mit einer ausführlichen Planung wurde von Pausanias überliefert, der legendarisch berichtet, wie Alexander, während eines Nickerchens unter einer Platane in der Nähe des Heiligtums der Nemesis, die von den Smyrnaern verehrt wurde, von der Göttin gebeten wurde, die Stadt an genau diesem Punkt zu gründen und sie von dem alten Platz dorthin zu verlegen. Daraufhin wurde das Orakel von Klaros befragt und die Antwort lautete:
Drei und vier Mal glücklich sollen die Männer hier später sein, die am Pagos leben unter dem heiligen Meles.
Während Alexander höchstens als Initiator der Verlegung in Frage kommt, zeigen Ausgrabungen im alten Smyrna, dass die Siedlung dort wohl noch zu seinen Lebzeiten verlassen wurde. Die Legende wurde auf antiken Münzen häufig dargestellt.

## Die Sage von den zwei Städten
Strabo schreibt, dass nur ein kleiner Teil von Smyrna auf der Höhe des Berges lag, während sich der größere Teil rund um den Hafen im Flachland erstreckte. Das Stadion und das Theater lagen an den Hängen unmittelbar unterhalb des Gipfels. Die Siedlungen am Berg und diejenigen an der Küste hatten zeitweise eine getrennte Geschichte. Im 14. Jahrhundert beispielsweise wurde die Burg von den Aydiniden erobert, während der Hafenbereich, mit einer weiteren Festung, von der Republik Genua gehalten wurde, bis zur Eroberung durch Tamerlan 1403. Im 19. Jahrhundert wurde Kadifekale Teil eines Bebauungsringes entlang mehrerer Hügel, der İzmirs türkischen Kern bildete, während das städtische Zentrum unterhalb der kosmopolitische Teil war.
Die heutigen Mauern sind mittelalterlich. Mehrere Quellen behaupten, dass es unter den heutigen Mauern Fragmente hellenistischer Steinmetzarbeit gibt. Die langgezogene Senke westlich der Burg markiert die Stelle des alten Stadions, in dem nach der Legende Polykarp von Smyrna das Martyrium erlitten haben soll. Heute ist die Stelle komplett bebaut. Auch das antike Theater, das östlich des Burgtores lag, ist fast komplett verschwunden. Die wenigen Überreste stammen aus der Zeit nach einem verheerenden Erdbeben im Jahr 178 nach Christus.
Neben der Burg befinden sich noch Ruinen von Zisternen, die in römischer Zeit gebaut wurden und in byzantinischer und osmanischer Zeit mehrfach erneuert. Diese Zisternen waren das Herzstück der Trinkwasserversorgung von Smyrna. Weitere Überreste der Rohrleitungen finden sich auf der Agora von Smyrna, heute in der Unterstadt von İzmir.

## Stadtviertel
Verwaltungstechnisch sind die Hänge des Hügels von sechs Stadtvierteln bedeckt, die bis in die jüngere Vergangenheit als Slums (gecekondu) bezeichnen wurden. Eines der Viertel wird nach seiner Lage auf dem Berg als Kadifekale bezeichnet, die anderen sind Alireis, Altay, İmariye, Kosova und Yenimahalle.
Die Stadtviertel wurden im 20. Jahrhundert vor allem durch kurdische Migranten besiedelt. Um 2000 entstanden Pläne, die heruntergekommenen Arbeiterviertel abzureißen, die Bewohner in neuentstehende Hochhausviertel umzusiedeln und an Stelle dessen hochwertige Wohngebäude zu errichten. Dabei wurde als Begründung die Gefahr von Erdrutschen benutzt, um die vorherigen Bewohner zu vertreiben. Weil die Methode, im Gegensatz zu anderen Städten in der Türkei, in Izmir Erfolg hatte, wurden die Viertel auch Objekt von soziologischen Untersuchungen.

## Galerie

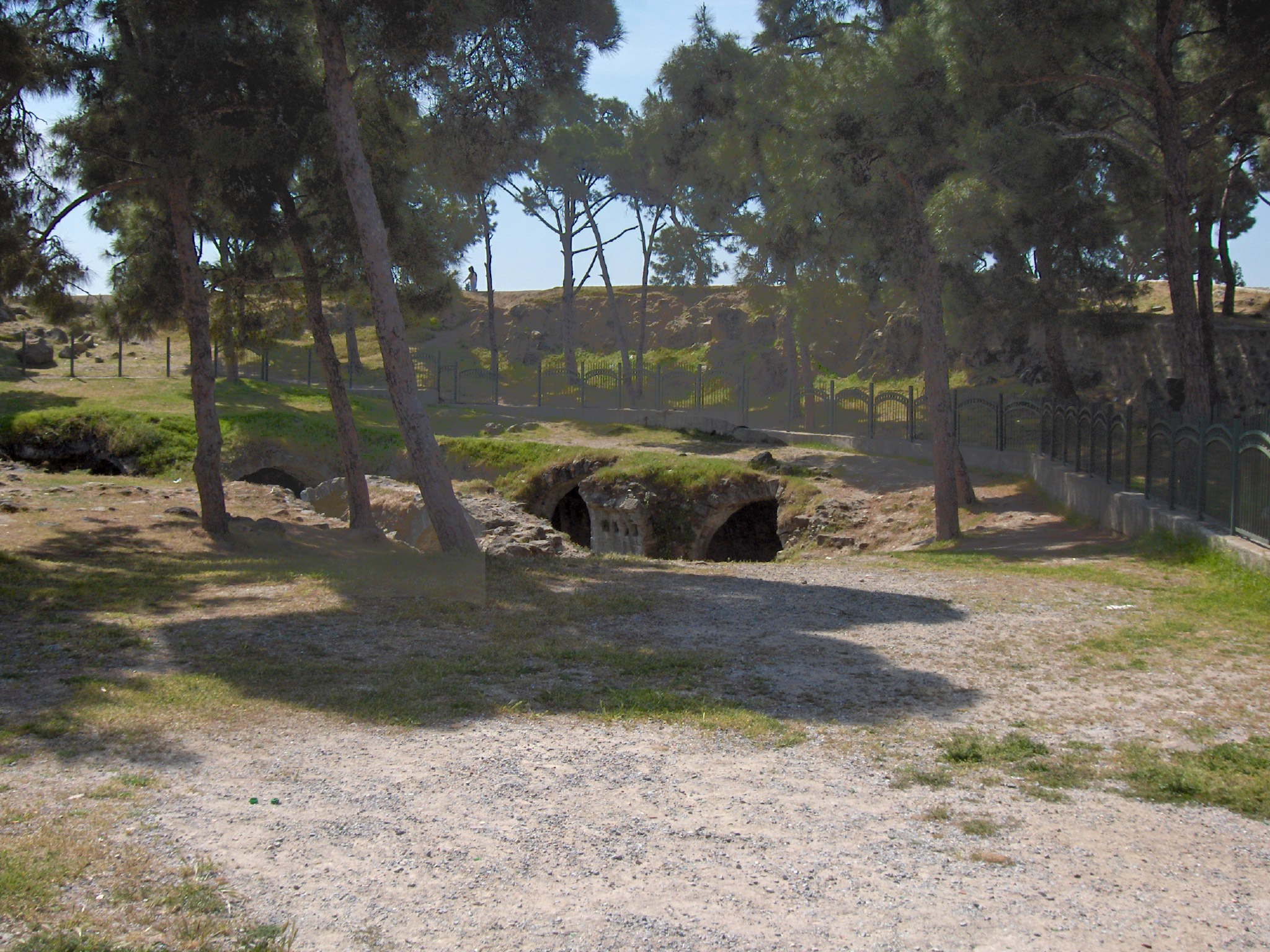
Zisternen
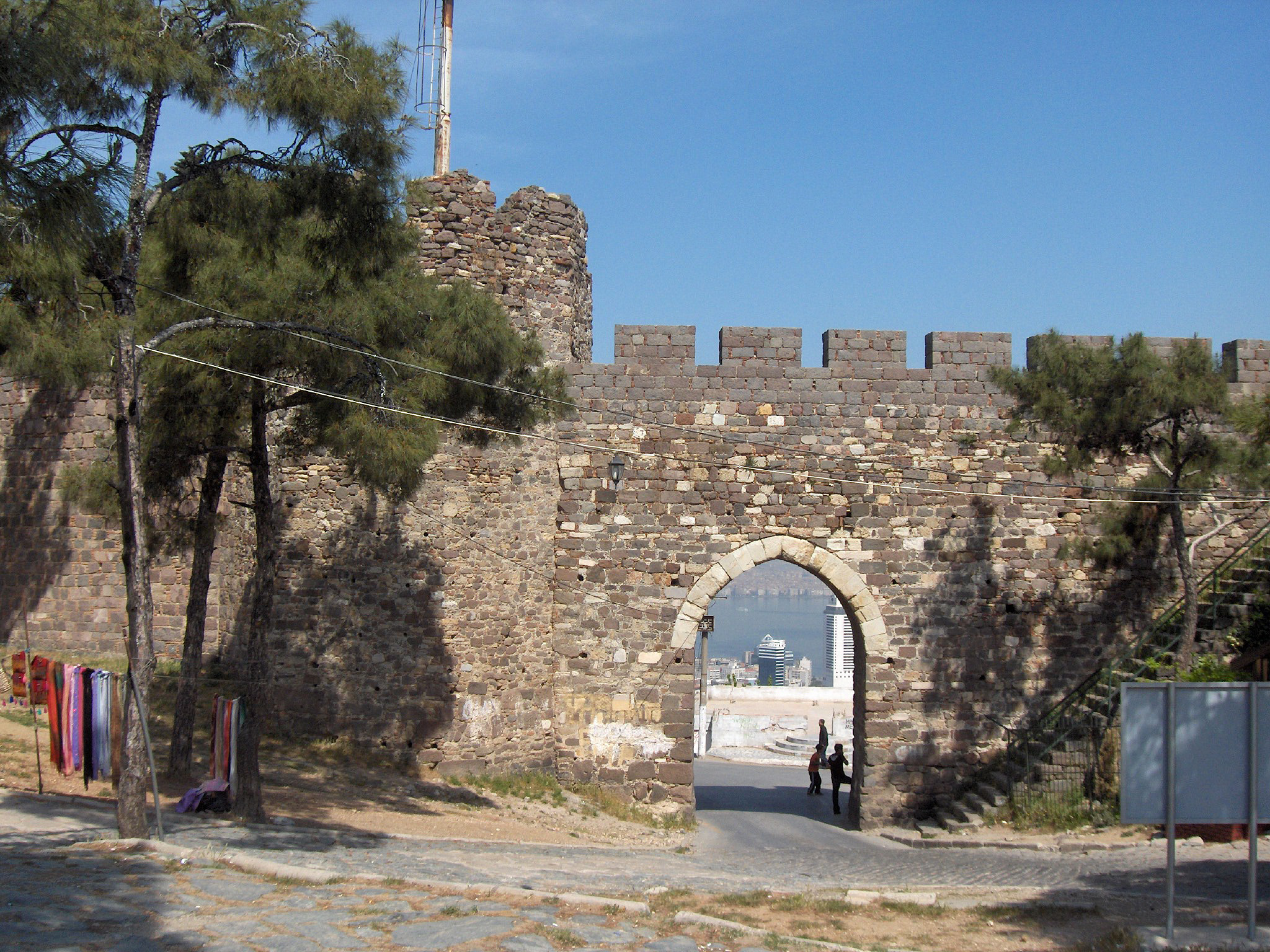
Burgtor
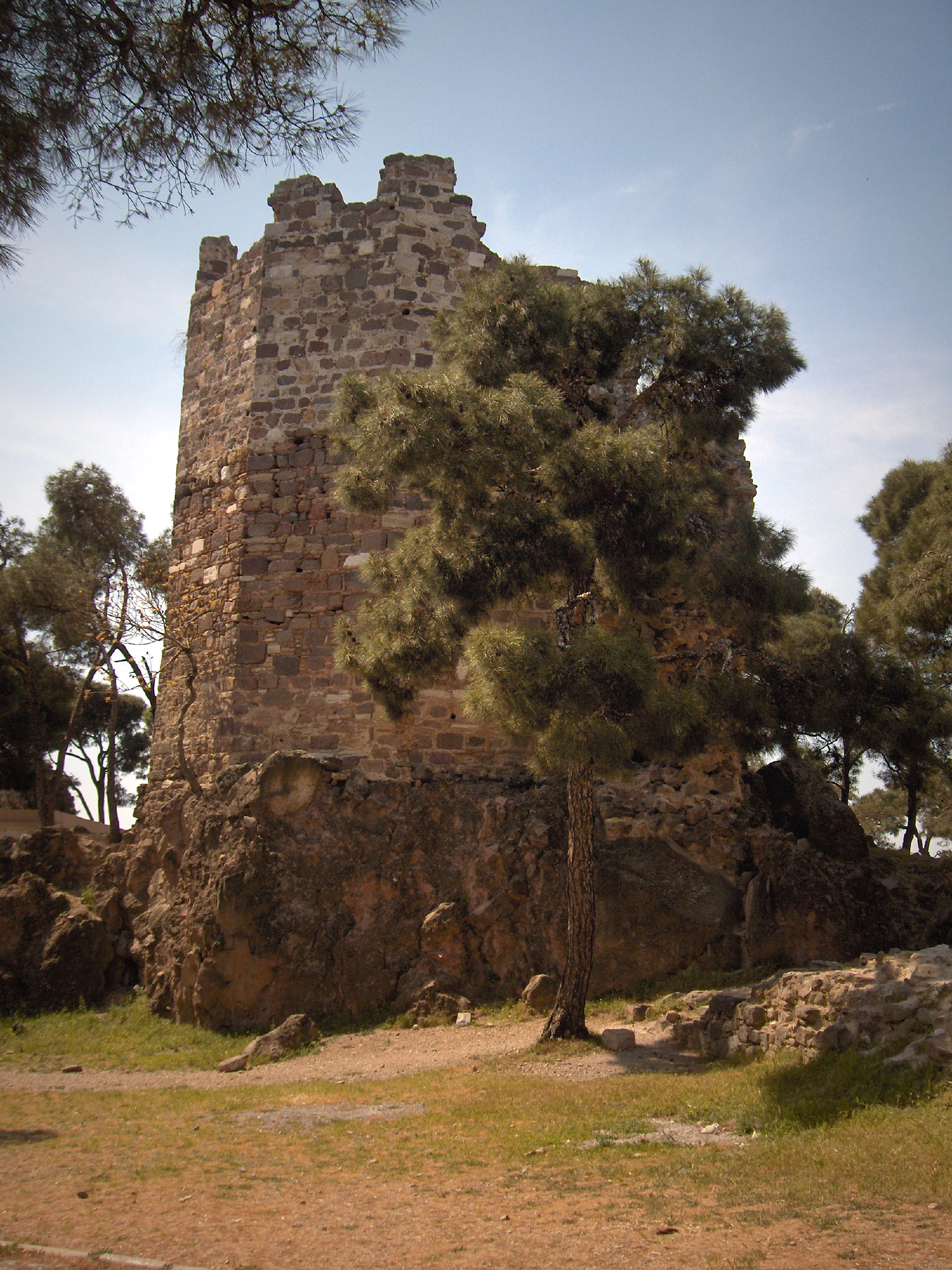
Wachtturm
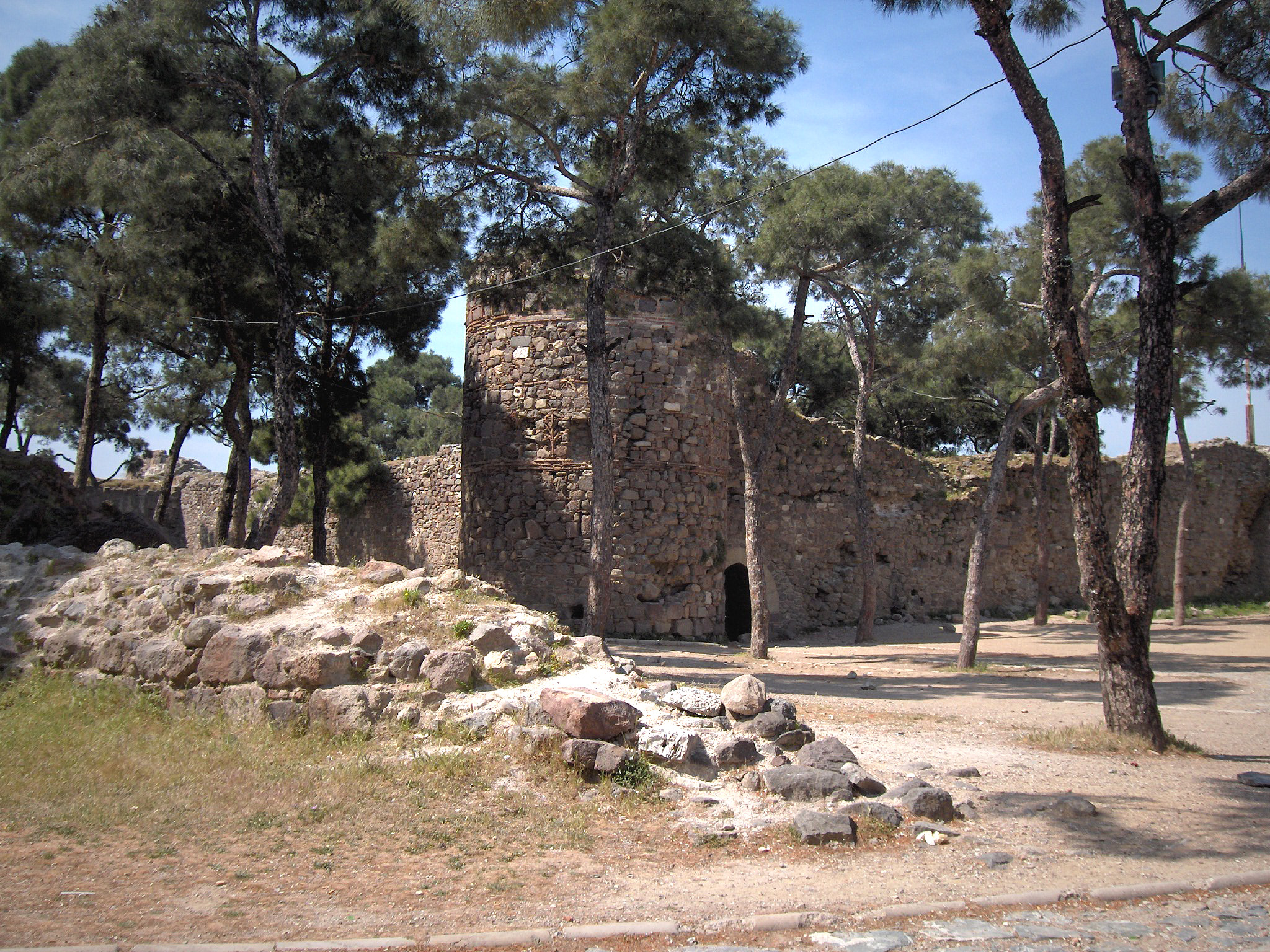
Burgmauer